# Polská hymna
Hymna Polska je píseň Mazurek Dąbrowskiego (česky Dąbrowského mazurka), známá též jako Jeszcze Polska nie zginęła (česky Ještě Polsko nezhynulo). Hymna byla schválena polským Sejmem 26. února 1927.
Autor hudby je neznámý a její text napsal Józef Wybicki v roce 1797 v Itálii a byla přijata polskými Legiemi Jana Henryka Dąbrowského, které doufaly, že budou moci bojovat za obnovu nezávislosti Polska po jeho rozdělení. Melodie byla chytlavá a text byl ze solidarity k Polákům přeložen do 17 jazyků, jako je němčina, francouzština, angličtina, ruština, maďarština, chorvatština a slovenština. Během revoluce v roce 1848 se Mazurek Dąbrowského zpíval na ulicích Vídně, Berlína i Prahy. Její hudební část je převzata do písně Hej, Slované, resp. Hej, Slováci – hymny Slovenského štátu v době druhé světové války, nebo po roce 1945 jako hymna Jugoslávie.

## Jiné hymnické písně
Polsko má a mělo kromě oficiální hymny v této roli také několik tradičních písní (v letech 1918 až 1927 užívaných i při oficiálních příležitostech):
- Bogurodzica (Bohorodička): nejstarší polská náboženská píseň, autorství často mylně připisováno sv. Vojtěchovi,
- Boże, coś Polskę: "Bože, co jsi Polsko po dlouhá století obklopoval leskem síly a slávy…",
- Rota (Maria Konopnicka: Přísaha: „Neodvrhneme zemi, odkud náš rod…“) a
- Mazurek Dąbrowskiego.

## Verze
Text hymny má dvě verze, obě jsou v Polsku obecně známé:
- původní a
- zkrácenou, oficiální.

Zkrácená je „uhlazená“ především obsahem. Vynechává zejména zmínku původní písně o nepřátelských národech: Niemiec, (Prušák, Rakušák), Moskal (tj. Rusák). Tato zmínka o Rusech byla v zemi obsazené v roce 1945 vítěznou Rudou armádou nepřijatelná.
Nezkrácená podoba se zpívá naopak pro zdůraznění vzdoru a odhodlání k samostatnosti, typicky v disentu a podzemních organizacích a zvláště v době válečného stavu po vojenském puči v roce 1981.

## Text
| Česky | Polsky | Pův. znění z rukopisu J. Wybického |
| --- | --- | --- |
| Ještě Polsko nezhynulo, dokud my žijeme. Co nám cizí přesila vzala, šavlí si vezmeme zpět Vpřed, vpřed, Dąbrowski, z italské země do Polska. Pod tvým vedením se spojíme s národem.                                                        | Jeszcze Polska nie zginęła Kiedy my żyjemy, Co nam obca przemoc wzięła, Szablą odbierzemy. Marsz, marsz, Dąbrowski, Z ziemi włoskiej do Polski Za twoim przewodem, Złączym się z narodem.                                                                   | Jeszcze Polska nie umarła, kiedy my żyjemy. Co nam obca moc wydarła, szablą odbijemy. Marsz, marsz, Dąbrowski do Polski z ziemi włoski za Twoim przewodem złączem się z narodem. |
| Přejdeme Vislu, přejdeme Vartu, Poláky budeme. Příklad dal nám Bonaparte, jak zvítězit máme. Vpřed, vpřed, Dąbrowski, … Jak Czarniecki do Poznaně po švédském záboru, aby zachránil vlast, vrátil se přes moře. Vpřed, vpřed, Dąbrowski, … | Przejdziem Wisłę, przejdziem Wartę, Będziem Polakami, Dał nam przykład Bonaparte, Jak zwyciężać mamy. Marsz, marsz, Dąbrowski … Jak Czarniecki do Poznania, Po szwedzkim zaborze, Dla ojczyzny ratowania, Wrócim się przez morze. Marsz, marsz, Dąbrowski … | Jak Czarnecki do Poznania wracał się przez morze dla ojczyzny ratowania po szwedzkim rozbiorze. Marsz, marsz, Dąbrowski … Przejdziem Wisłę przejdziem Wartę będziem Polakami dał nam przykład Bonaparte jak zwyciężać mamy. Marsz, marsz, Dąbrowski …                                                                                      |
| Už tam otec ke své Barče uplakaný mluví: „Jenom poslyš, prý že naši do bubnů tam bijí.“ Vpřed, vpřed, Dąbrowski, … | Już tam ojciec do swej Basi, Mówi zapłakany - Słuchaj jeno, pono nasi Biją w tarabany. Marsz, marsz, Dąbrowski … | Niemiec, Moskal nie osiędzie, gdy jąwszy pałasza, hasłem wszystkich zgoda będzie i ojczyzna nasza. Marsz, marsz, Dąbrowski … Już tam ojciec do swej Basi mówi zapłakany: słuchaj jeno, pono nasi biją w tarabany. Marsz, marsz, Dąbrowski… Na to wszystkich jedne głosy: Dosyć tej niewoli mamy Racławickie Kosy, Kościuszkę, Bóg pozwoli. |

## Výpůjčka u jiných národů
Na základě této písně napsal Slovák Samo Tomášik v roce 1834 s takřka identickou melodií píseň se zcela novým českým textem Hej, Slováci (nejprve v češtině), která se na Všeslovanském sjezdu v Praze v roce 1848 stala všeslovanskou hymnou jako Hej, Slované a byla přeložena do řady slovanských jazyků. Po roce 1945 byla přijata jako hymna Jugoslávie. Za 2. světové války sloužila také jako hymna Slovenska a lužickosrbská verze Hišće Serbstwo njezhubjene byla národní hymnou do 1. světové války.